# Czas relaksacji
Czas relaksacji – parametr układu określający szybkość powrotu układu do stanu równowagi.
Dla parametru {\displaystyle f} opisującego układ, który w stanie równowagi osiąga zero {\displaystyle f_{r}=0,} a szybkość zmiany parametru {\displaystyle f} jest proporcjonalna do jego wartości, zachodzi:
{\displaystyle {\frac {df}{dt}}={\frac {f_{0}-f}{\tau }}.}
Z powyższego wynika zależność parametru od czasu:
{\displaystyle f(t)=f_{0}e^{-t/\tau },}
gdzie:
{\displaystyle f_{0}} – wartość f w stanie początkowym,
{\displaystyle \tau } – czas relaksacji.
Przy takich założeniach parametr {\displaystyle f} maleje wykładniczo, a w czasie równym czasowi relaksacji maleje e≈ 2,7 raza.
Jeżeli w stanie początkowym parametr ma wartość 0, a w stanie równowagi {\displaystyle f_{r}} różną od zera, to zależność tego parametru od czasu opisuje wzór:
{\displaystyle f(t)=f_{r}(1-e^{-t/\tau }).}
Jeżeli układ opisuje drgania tłumione gasnące, to można opisać je zależnością:
{\displaystyle y(t)=Ae^{-t/\tau }\cos(\mu t-\delta ).}